# Neptis sylvia
Neptis sylvia är en fjärilsart som beskrevs av Charles Oberthür 1906. Neptis sylvia ingår i släktet Neptis och familjen praktfjärilar. Inga underarter finns listade i Catalogue of Life.